# Louda-Peulh (Boussouma)
Pour les articles homonymes, voir Louda (homonymie).
Ne doit pas être confondu avec Louda-Peulh (Zéguédéguin).
Louda-Peulh est une localité située dans le département de Boussouma de la province du Sanmatenga dans la région Centre-Nord au Burkina Faso.

## Géographie
Louda-Peulh est située à 4 km au nord de Louda, à environ 25 km au nord de Boussouma, le chef-lieu du département, et à 3 km au sud-est du centre de Kaya, la principale ville de la région. Le village est à 1,5 km à l'est de la route nationale 15, reliant à Kaya à Boulsa, et 5 km à l'est de la route nationale 3 reliant Kaya à Korsimoro via Boussouma.
Le village est rattaché à la localité de Louda dont elle constitue la partie peuplée traditionnellement par les populations d'éleveurs peulhs.

## Économie
L'économie du village repose principalement sur le pastoralisme traditionnel des Peulhs facilité par l'eau du barrage de Louda.

## Éducation et santé
Le centre de soins le plus proche de Louda-Peulh est soit le centre de santé et de promotion sociale (CSPS) de Louda soit le centre hospitalier régional (CHR) de Kaya.